# پائولین اوزو

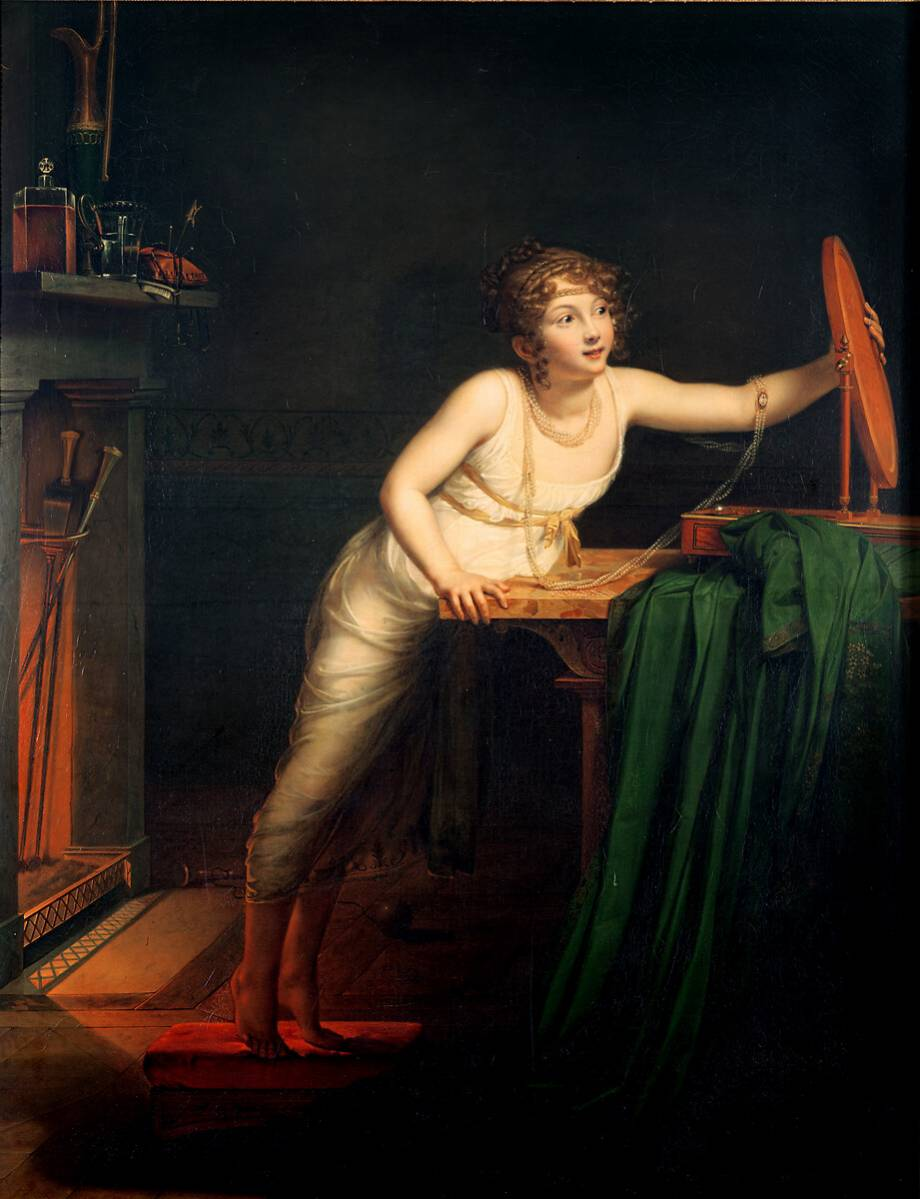
پائولین آئوزو، اولین حس عشوه گری، ۱۸۰۴

پائولین اوزو (زاده ۲۴ مارس ۱۷۷۵ – درگذشته ۱۵ مه ۱۸۳۵) یک نقاش و مربی هنری اهل فرانسه بود که در سالن پاریس نمایشگاه‌هایی داشت و مأمور ساخت نقاشی‌هایی از ناپلئون و همسرش ماری لوئیز، دوشس پارما شد.

## زندگی شخصی
ژان ماری کاترین دزمارکت (که گاهی دسمارکوست نوشته می‌شد) در ۲۴ مارس ۱۷۷۵ در پاریس به دنیا آمد. در دسامبر ۱۷۹۳، او با چارلز ماری آئوزو (Charles-Marie Auzou) ازدواج کرد. از سال ۱۷۹۴، آنها دو پسر، دو دختر و یک فرزند داشتند.
او در ۱۵ مه ۱۸۳۵ در پاریس درگذشت

## حرفه
در اوایل اواخر قرن هجدهم، عموماً زنان از آموزش در آکادمی‌های هنر فرانسه منع می‌شدند، به‌ویژه اگر پول و ارتباطات نداشتند. اوزو در سال ۱۸۰۲ به همراه سوفی گیمار در آتلیه ژان باپتیست رنو حضور یافت. او تحت تأثیر زن هنرمند دیگری به نام مارگریت ژرارد و ژان آگوست دومینیک اینگر قرار گرفت.
اوزو در اوایل تحصیل و حرفه خود نقاشی‌هایی از چهره‌های افسانه ای یونانی می‌ساخت. برای آن زمان بسیار نارایج بود که زنان نقاش، نقاشی برهنه نقاشی کنند، آئوزو مطالعاتی روی زنان و مردان برهنه انجام داد. زنان نقاشی که ناهنجار تلقی می‌شدند، موفقیت بیشتری در خلق نقاشی‌هایی از زنان در محیط‌های خانگی، ساخت موسیقی یا خواندن پیدا کردند.
او یک هنرمند موفق، ابتدا یک نئوکلاسیست بود که نقاشی‌های تاریخی، ژانر و پرتره، از جمله تصاویری از ناپلئون ساخت. او ۲۰۰۰ تا ۴۰۰۰ فرانک به عنوان کمک هزینه دریافت کرد، برای خلق نقاشی‌های اجباری دولت از رویدادهای معاصر، از جمله نقاشی‌های ساخته شده از و برای ناپلئون. هنر تروبادور، سبکی بود که توسط هنرمندان مرد ساخته شد، اما هنرمندان متعددی مانند اوژنی سرویر، هورتنس هادبورت لسکو، و Sophie Lemire لمیر وجود داشتند. که به کارولین، دوشس دو بری و ژوزفین و دیگران رنگی زنانه اضافه کرد.
سالن پاریس نمایشگاهی را برای آثار زنان در سال ۱۷۹۱ افتتاح کرد. آثار او در سالن پاریس به نمایش گذاشته شد. در سال ۱۷۹۳، باکانته و مطالعه یک سر. او یک نقاشی از دافنیس و فیلیس افسانه ای ساخت که در سالن ۱۷۹۵ به نمایش گذاشته شد. در سال ۱۸۰۴، اولین حس عشوه گری در آنجا به نمایش گذاشته شد. او در سال ۱۸۰۶ مدال درجه یک را در سالن برای نقاشی خود از پایکارد الدردریافت کرد که در سال ۱۸۰۷ در نقاشی آقای پاکارد و خانواده اش نشان داده شد. در سال ۱۸۰۸، به دلیل کارش، کلاس مدایل د برتر را دریافت کرد. در آن سال او آقای پیکارد و خانواده اش را در سالن به نمایش گذاشت.
او نقاشی از ناپلئون و عروسش که در سالن ۱۸۱۰ نشان داده شده بود با عنوان دوشس ماری لوئیز در کامپیگن ، ناپلئون تازه ازدواج کرده را به تصویر می‌کشد که با محبت به او نگاه می‌کند، و ثانیاً در حالی که ماری لوئیز با خانم‌های منتظرش ملاقات می‌کند. از دیگر نقاشی‌های آئوزو از این زوج می‌توان به نقاشی ماری لوئیز با خانواده‌اش، اعلیحضرت ملکه، قبل از ازدواجش، در لحظه مرخصی خانواده‌اش اشاره کرد. حرکت برای دوئل که در سال ۱۸۰۶ نشان داده شد، درام خانوادگی را به تصویر می‌کشد که مردی قبل از رفتن برای دوئل به همسر و فرزند خود در خواب نگاه می‌کند. مانند دیگر زنان هنرمند این زمان، آزویو وقایع را در حالی که خانواده‌ها را تحت تأثیر قرار می‌دادند به تصویر می‌کشید. به گفته منتقد نری پیر ژان باپتیست شوسار، در این مورد، همسر «محکوم به اغوا و فرزند به فقر» بود. او تا سال 1817 به‌طور کلی تا سال ۱۸۲۰ در سالن پاریس به نمایش گذاشت.
آزئو یک مدرسه هنری برای زنان جوان، مانند دیگر زنان هنرمند، لیزینکا دی میربل و ماری گیلین بنویست، و مردان افتتاح کرد. استودیو و مدرسه به مدت ۲۰ سال حفظ شد. کتاب او به نام روسای مطالعات (به انگلیسی:مطالعات سر) توسط انتشارات دیدوت در پاریس منتشر شد.
نقاشی او پرتره یک موسیقیدان در مجموعه موزه هنر کریر، منچستر، نیوهمپشایر، ایالات متحده است. دو تا از آثار او از ملکه ماری لوئیز در مجموعه‌های موزه ملی ورسای، کاخ ورسای، از جمله اعلیحضرت ملکه، قبل از ازدواجش، در لحظه مرخصی از خانواده‌اش، موجود است. آثار او توسط انجمن دوستان هنر، دوشس دو بری و دولت فرانسه جمع‌آوری شد. تعدادی از این آثار حکاکی شدند، و همچنین نقاشی‌های ژانر دوره مانند کارهای حکاکی شده توسط جان نورمن، دیانا از فرانسه و مونت مورنسی.